# Detroit Lake (Oregon)
Der Detroit Lake ist ein Stausee im US-Bundesstaat Oregon, der durch den Detroit Dam gebildet wird. Er hat eine Fläche von 14,3 km² und eine maximale Tiefe von 134 m. Die durchschnittliche Tiefe beträgt 37 m. Seine Uferlänge misst 51,4 km.
Der See liegt in einer Höhe von 481 m ü. d. M. und entsteht durch die Stauung des North Santiam River. Er speichert Wasser für die 74 km entfernte Stadt Salem und ihre nähere Umgebung. Der See wird hauptsächlich zur Stromerzeugung genutzt. 